# Pedomyia astroptica
Pedomyia astroptica là một loài ruồi trong họ Asilidae. Pedomyia astroptica được Londt miêu tả năm 1994. Loài này phân bố ở vùng nhiệt đới châu Phi.